# William L. May
William L. May (* 1793 in Kentucky; † 29. September 1849 in Sacramento, Kalifornien) war ein US-amerikanischer Politiker.

## Leben
May zog nach Edwardsville im Madison County, Illinois und ließ sich später in Jacksonville nieder. Am 10. Dezember 1817 wurde er zum Friedensrichter im Madison County ernannt. Vom 6. August 1826 bis zu seinem Rücktritt am 29. August 1829 war er erneut Friedensrichter, diesmal jedoch in Morgan County. 1828 war May Abgeordneter im Repräsentantenhaus von Illinois. Später studierte er Jura, wurde in die Anwaltschaft aufgenommen und begann zu praktizieren. Daneben betätigte er über den Illinois River bei Peoria ein Fährunternehmen und organisierte die Peoria Bridge Co.
May wurde in den 23. Kongress gewählt, um dort im Repräsentantenhaus den durch den Rücktritt von Joseph Duncan vakant gewordenen Sitz neu zu besetzen. Bei den darauffolgenden Wahlen wurde May wiedergewählt und war somit vom 1. Dezember 1834 bis zum 3. März 1839 Abgeordneter im  US-Repräsentantenhaus. May zog nun nach Peoria und begann wieder zu praktizieren. 1841 wurde er Bürgermeister von Springfield. Während des kalifornischen Goldrauschs ging er nach Kalifornien. Dort starb er am 29. September 1849 in Sacramento.